# Hypoprepia fucosa
Hypoprepia fucosa là một loài bướm đêm thuộc phân họ Arctiinae, họ Erebidae. Nó được tìm thấy ở Hoa Kỳ và miền nam dãy núi Canada phía đông của Rocky.
Sải cánh dài 25–35 mm. Con trưởng thành bay từ tháng 5 đến tháng 8 in the phía bắc và possibly hầu hết the year in Florida.
Ấu trùng ăn lichen, algae và rêu trên cây.

## Phụ loài
- Hypoprepia fucosa subornata
- Hypoprepia fucosa tricolor

## Hình ảnh

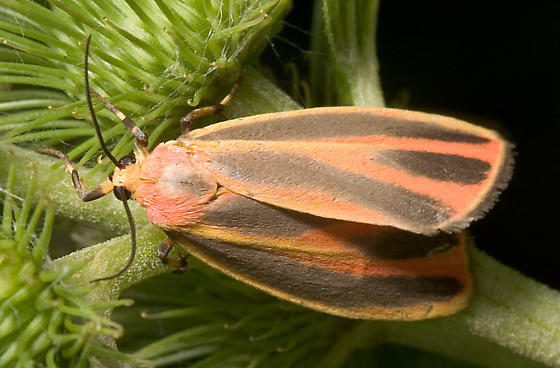
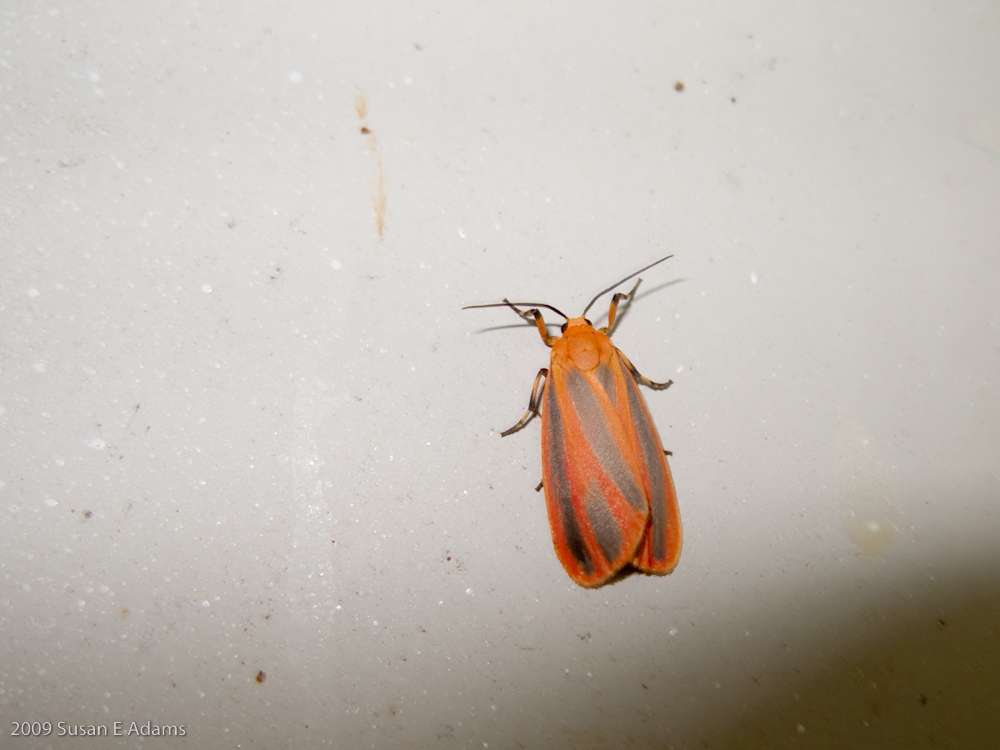

- Tập tin:Tập